# Себастьян Флейтас
Себастьян Флейтас (ісп. Sebastián Fleitas, 25 лютого 1947, Асунсьйон — 14 квітня 2000, Мадрид) — парагвайський футболіст, що грав на позиції нападника, зокрема за «Реал Мадрид» та національну збірну Парагваю.

## Клубна кар'єра
У дорослому футболі дебютував 1964 року виступами на батьківщині за команду «Лібертад», в якій провів чотири сезони. 1967 року ставав найкращим бомбардиром парагвайської першості.
1968 року перебрався до Іспанії, приєднавшись до «Малаги», у складі якої в сезоні 1968/69 відзначився 13-ма голами у 29 грі Ла-Ліги.
Забивний форвард привернув увагу представників тренерського штабу клубу «Реал Мадрид», до складу якого приєднався 1969 року. Відіграв за королівський клуб наступні три сезони своєї ігрової кар'єри. За цей час виборов титул володаря Кубка Іспанії, ставав чемпіоном Іспанії.
Протягом  1972–1973 років грав у Франції за «Нім-Олімпік», після чого повернувся до Іспанії, де на рік приєднався до «Севільї».
Завершував ігрову кар'єру у команді «Атлетіко Марбелья», за яку виступав протягом 1974 року.

## Виступи за збірну
1966 року дебютував в офіційних матчах у складі національної збірної Парагваю. Протягом наступних трьох років провів у її формі три матчі, забивши один гол.
Помер 14 квітня 2000 року на 54-му році життя в Мадриді.

## Титули і досягнення
- Володар Кубка Іспанії (1):

«Реал Мадрид»: 1969-1970
- Чемпіон Іспанії (1):

«Реал Мадрид»: 1971-1972